# Koperrode spijkerzwam
De koperrode spijkerzwam (Chroogomphus rutilus) is een schimmel behorend tot de familie Gomphidiaceae. Hij komt voor  in naaldbossen op droge, zwak zure tot basische, strooiselarme zandgrond. Hij is een mycorrhizaschimmel; voorkeurspartners zijn dennen of andere coniferen. De vruchtlichamen verschijnen in de buurt van juli tot oktober.

## Kenmerken

### Uiterlijke kenmerken
Hoed
De hoed heeft een diameter van 1,5 tot 10 cm, de maat is zeer variabel. De kleur is oranjebruin tot koperrood. In het midden van de hoed zit altijd een spitse papil, die op oudere leeftijd nog zichtbaar is. Als het nat is, is de huid van de hoed erg vettig, als het droog is, heeft het een matte glans. 
Lamellen
De lamellen zijn aanvankelijk rood-oranje en worden met de jaren donker paarsbruin; ze lopen langs de steel, zijn dik en afstandelijk. Als ze jong zijn, zijn ze bedekt met een donzige, delicate vezelige sluier. Dit laat soms een ringzone op de steel achter waarin het zwartachtige of donker olijfbruine sporenpoeder wordt gevangen. 
Steel
De steel is geel tot oranjebruin of koperachtig van kleur en heeft een donkergele basis. Het loopt taps toe naar de basis. Als je de steel opensnijdt, wordt het saffraangele vruchtvlees zichtbaar, dat aan de basis chroomgeel wordt en met de jaren bordeauxrood wordt. 
Geur en smaak
Het ruikt en smaakt niet-specifiek.
Sporenprint
De sporenprint is zwartbruin.

### Microscopische kenmerken
De sporen zijn langwerpig, spoelvormige en glad. Ze hebben geen kiempore. De sporenmaat is 17-23 × 5,5-7 µm. Cheilocystidia zijn dikwandig (wand tot 3 µm), cilindrisch-spilvormig en kleurloos. Het lamellaire trama is amyloïde.

## Verspreiding
In Zwitserland is de koperrode spijkerzwam heel algemeen voorkomende soort, vooral in de Jura en op lagere hoogten, maar er zijn ook individuele vondsten gedaan op 2100 meter boven zeeniveau. In Nederland komt hij matig algemeen voor. Hij staat op de rode lijst in de categorie 'Bedreigd'.